# 涣北县
涣北县，南北朝时设置的县。
北魏改铚县置涣北县，为临涣郡治。治所在今安徽省濉溪县西南七十里临涣镇。属南兖州谯郡。东魏沿置，北齐时，涣北县改名临涣县。